# Tramlijn 342 (NMVB)/West-Vlaanderen
De tramlijn Brugge-Leke was een tramlijn tussen Brugge en Leke (1910-1952).

## Route
De lijn had stopplaatsen in Brugge, Sint-Andries, Varsenare, Snellegem, Zedelgem, Aartrijke, Ichtegem, Koekelare en Leke.  In het eindstation kon overgestapt worden op de lijn Oostende-Diksmuide. De lijn is op 22 maart 1910 in dienst genomen.  De NMVB die in 1921 de lijn van de pachter heeft overgenomen, verving op 19 maart 1951 de tramlijn door een busdienst. Tot op vandaag legt buslijn 55 een gelijkaardig traject af. Tussen Zedelgem en Aartrijke is de spoorbedding nu een fietsroute. Zowel in Ichtegem als in Koekelare zijn de ringlanen op het oude spoortraject aangelegd.

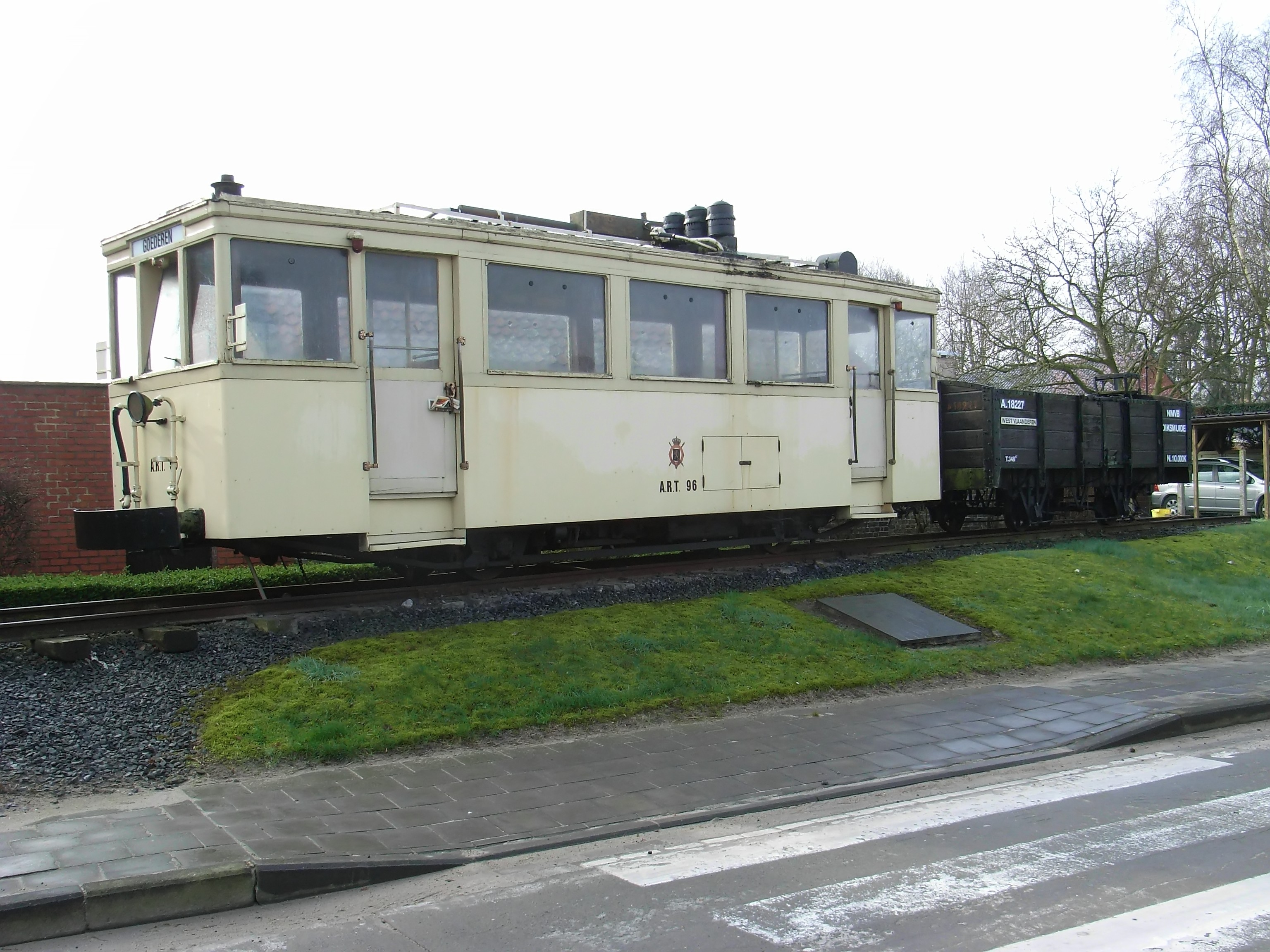
Kamieltje in Koekelare

## Kamieltje
In 1932 werd de stoomtram vervangen door een spoorauto, Kamieltje genaamd. Door het KTA van Koekelare werd een oude tram gerestaureerd, die nu staat te pronken op de Ringlaan in Koekelare.

## Eerste Wereldoorlog
Tijdens de Eerste Wereldoorlog werd er een verbinding aangelegd met het spoorwegstation van Zedelgem om de troepen makkelijker te bevoorraden. Anderzijds werd in de omgeving van Koekelare het spoor gedeeltelijk opgebroken, opdat bij een eventuele doorbraak van de geallieerden, deze hiervan geen gebruik zouden kunnen maken.